# 什皮利夫卡
50°47′37″N 34°41′34″E / 50.79361°N 34.69278°E
什皮利夫卡（烏克蘭語：Шпилівка）是位於烏克蘭東北部的村莊，由蘇梅州蘇梅區的薩德市鎮負責管轄。該村處於普肖爾河右岸，距離哈爾基夫希納1公里，海拔高度139米，2001年人口562。